# Odelín Molina
Pour les articles homonymes, voir Molina.
Odelín Molina Hernández, né le 3 août 1974 à Santa Clara à Cuba, est un footballeur international cubain jouant en tant que gardien de but.

## Biographie

### Sélection
Odelín Molina est le deuxième joueur le plus capé (122 sélections) de la sélection cubaine de football après son compatriote Yénier Márquez (126). Il est convoqué pour la première fois par le sélectionneur national Giovanni Campari pour un match des éliminatoires de la Coupe du monde 1998, face aux îles Caïmans, le 12 mai 1996 (victoire 1-0).
Joueur majeur des années 2000, il a disputé six Gold Cup entre 2002 et 2013 et a également pris part à six Coupes caribéennes (en 2001, 2005, 2007, 2008, 2010 et 2012). C'est à l'occasion du tournoi caribéen qu'il remporte son seul titre international, la Coupe caribéenne des nations 2012, après avoir perdu la finale en 2005.

## Palmarès

### En club
- FC Villa Clara :
  - Champion de Cuba en 1996, 1997, 2002, 2004, 2011, 2012 et 2013.

- Parham FC :
  - Champion d'Antigua-et-Barbuda en 2017.

### En sélection nationale
- Vainqueur de la Coupe caribéenne en 2012.
- Finaliste de la Coupe caribéenne en 2005.